# サレーセントラル駅
サレーセントラル駅（英: Surrey Central Station）は、カナダブリティッシュコロンビア州サレーにあるスカイトレインエキスポラインの駅である。

## 沿革
サレーセントラル駅はエキスポラインの延伸に伴い、1994年3月28日に開業した。1992年の計画当初の駅名はウォーリー・セントラル駅（Whalley Central station）であった。
サレーセントラル駅周辺は治安が悪く、2009年には、麻薬犯罪が59件、暴行事件が171件発生し、乗客10万人当たりの暴行事件発生数が7.51件であり、コマーシャル・ブロードウェイ駅に次いでスカイトレインで2番目に治安の悪い駅であった。これにより、メトロバンクーバー鉄道警察とサレー防犯協会が連携して「トランジット・ウォッチプログラム」を設立し、プログラムに参加する学生ボランティアや警察官が駅構内を巡回するようになった。2010年頃から周辺の再開発と警察による巡回などにより、治安が改善されている。
2017年3月に、トランスリンクは混雑解消のために駅の改良工事を行うことを発表した。この工事では、駅北側に出入口を2箇所、エスカレーター3基、エレベーターと階段を増設し、駅照明の改良が行われた。改良工事は2019年2月に完了した。

## 駅構造

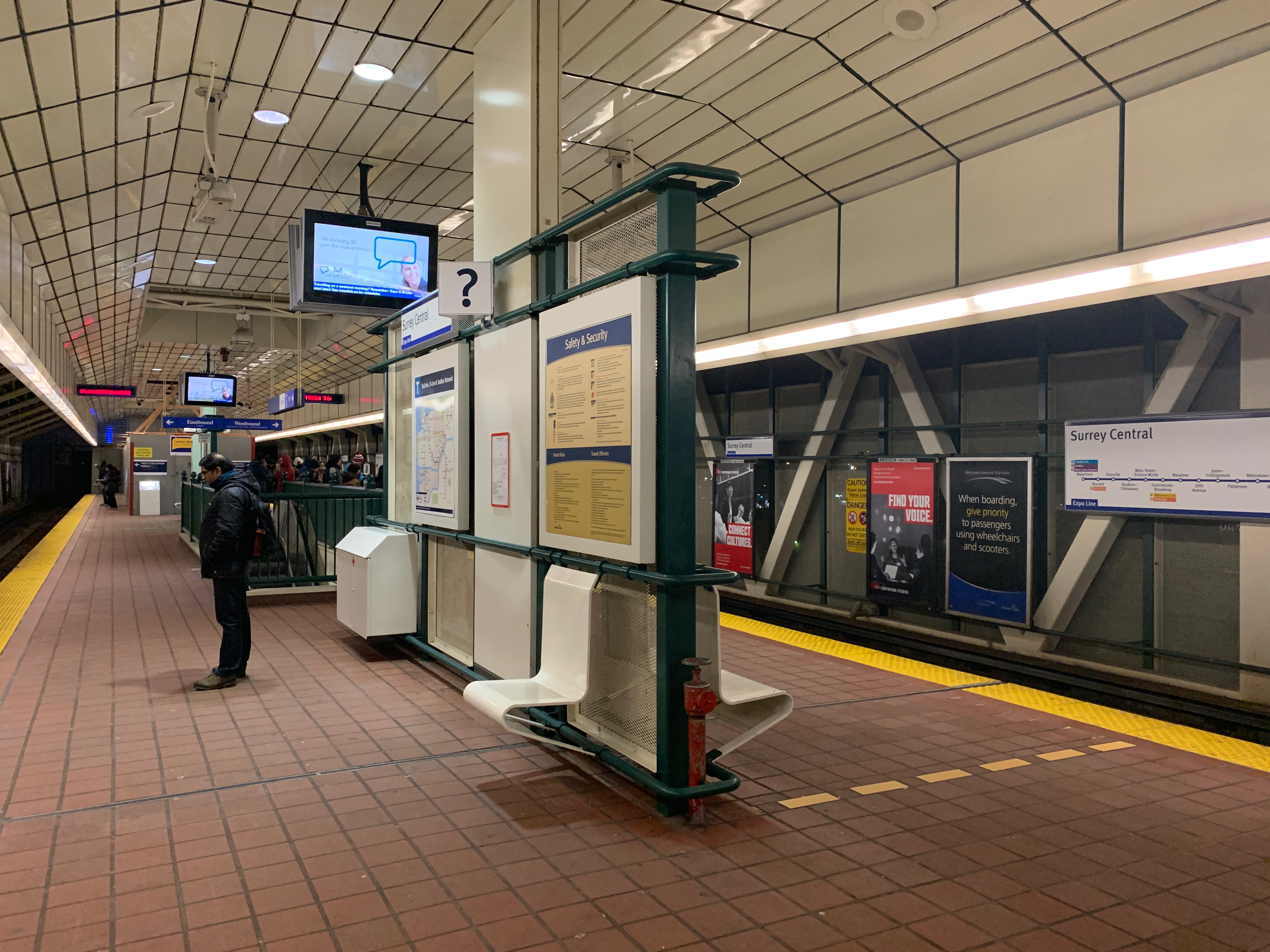
サレーセントラル駅のホーム

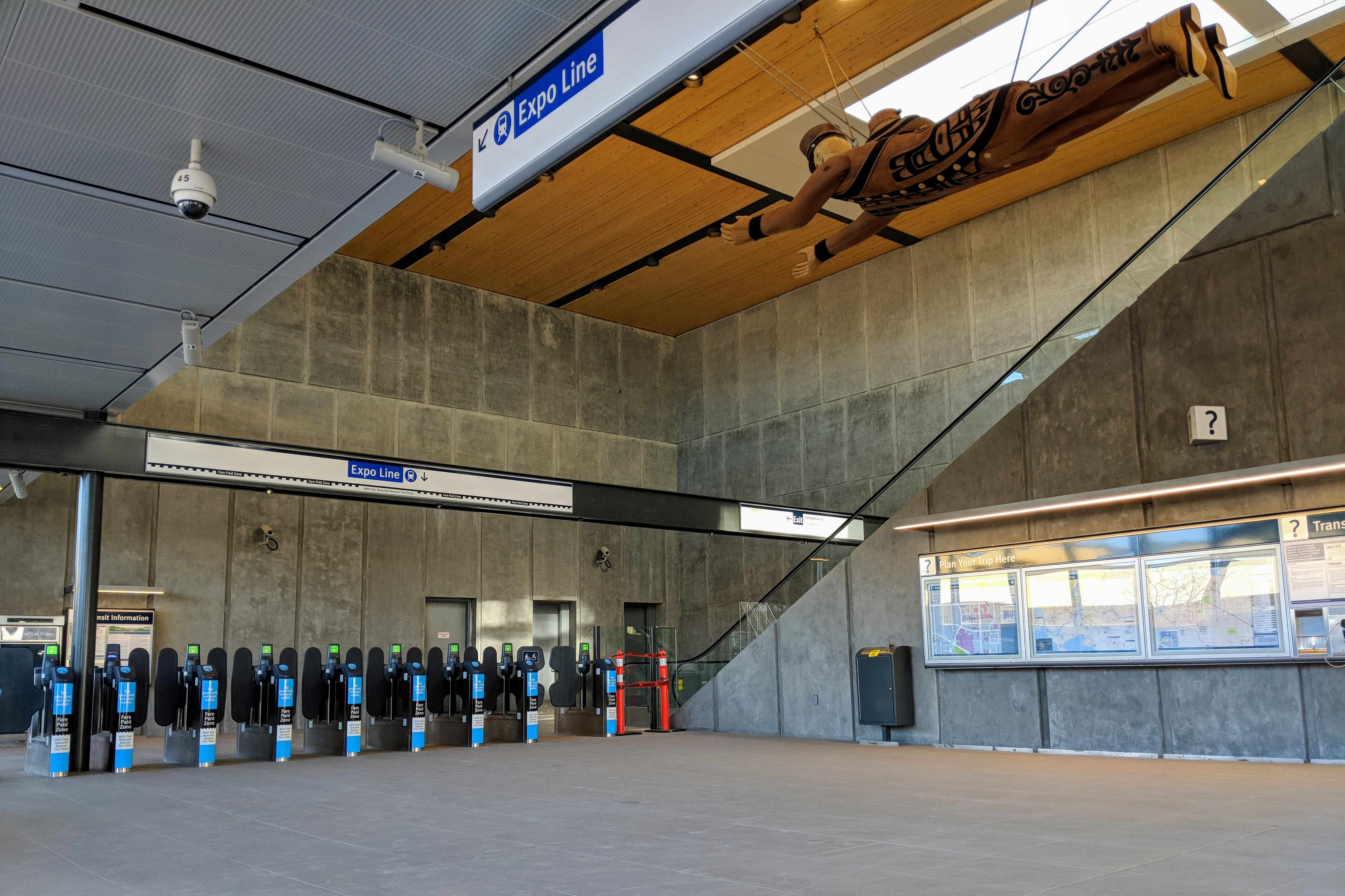
北口改札

島式1面2線を有する高架駅である。
| ホーム | 路線            | 行先                     |
| ------ | --------------- | ------------------------ |
| 1      | ■エキスポライン | ウォーターフロント駅方面 |
| 2      | ■エキスポライン | キングジョージ駅方面     |

## 駅周辺

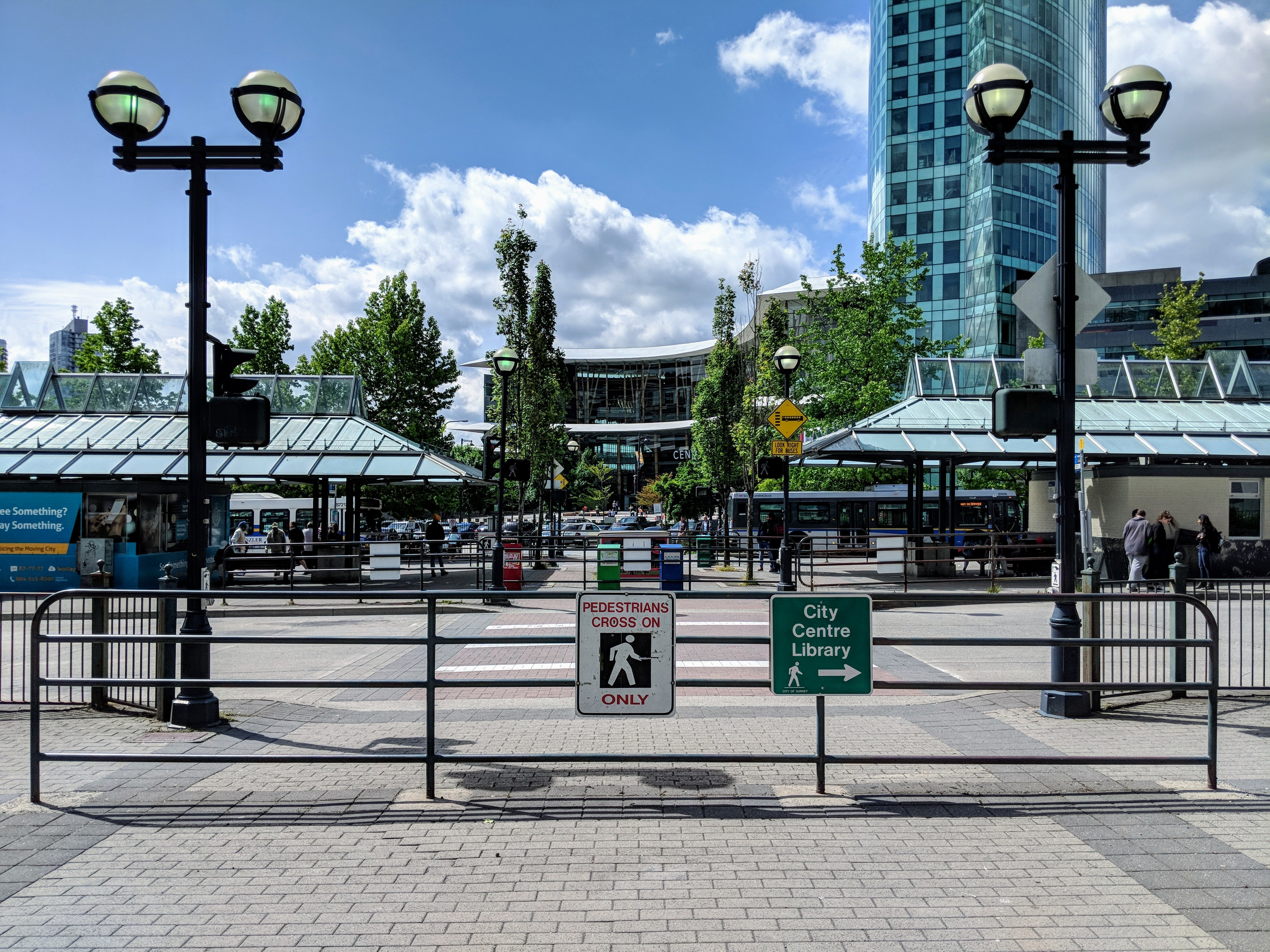
駅の南口にあるバスターミナル

### バス路線
サレーセントラル駅は以下のように多くのバス路線が発着している。
| 乗り場 | 路線系統と行き先 |
| ------ | --- |
| 1      | 降車専用 |
| 2      | 320系統 - クローバーデール経由ラングレー・センター行き                                                                                     |
| 3      | 335系統 - ギルフォード経由ニュートン・エクスチェンジ行き                                                                                   |
| 4      | 501系統 - カーボルス・エクスチェンジ経由ラングレー・センター行き 509系統 - ウォルナットグローブ行き N19系統 - ダウンタウン行き（夜行バス） |
| 5      | 323系統 - 128番通り経由ニュートン・エクスチェンジ行き 393系統 - ニュートン・エクスチェンジ行き(リミテッド・サービス)                       |
| 5A     | 337系統 - フレイザーハイツ行き |
| 6      | 371系統 - スコットロード駅行き 373系統 - ギルフォード行き                                                                                  |
| 7      | 316系統 - 116番通り経由スコッツデール行き 325系統 - 140番通り経由ニュートン・エクスチェンジ行き                                            |
| 8      | 324系統 - 132番通り経由ニュートン・エクスチェンジ行き 326系統 - フリートウッド経由ギルフォード行き                                         |
| 9      | 321系統 - ホワイトロック・センター行き 321系統 - ニューウエストミンスター駅行き(リミテッド・サービス)                                      |
| 10     | 503系統 - ラングレー、アルダーグローブ行き（フレイザー・ハイウェイエクスプレス）                                                           |
| 11     | R1 キングジョージ・ブールバード – ニュートン・エクスチェンジ行き (ラピッドバス)                                                            |
| 12     | 502系統 - フレイザー・ハイウェイ経由ラングレー・センター行き                                                                               |
| 13     | R1 キングジョージ・ブールバード – ギルフォード・エクスチェンジ行き (ラピッドバス)                                                          |
| 14     | 314系統 - サンベリー行き 329系統 - スコッツデール行き                                                                                      |

## 隣の駅
■ エキスポライン - キングジョージ支線
ゲートウェイ駅 - サレーセントラル駅 - キングジョージ駅